# Nordend
Nordend (v německém překladu Severní konec) je se 4609 metry třetí nejvyšší horou Alp i Evropy na západ od Kavkazu. Nachází se v masívu Monte Rosa ve Walliských Alpách, na hranicích Švýcarska a Itálie. Nordend je nejsevernějším vrcholem tohoto masivu.